# Famille Hagymássy
Hagymássy de Szent-giróth et Beregszó (szent-giróthi és beregszói Hagymássy en hongrois) est le patronyme d'une ancienne famille de la noblesse hongroise. 

## Origine
La famille Hagymássy est originaire du comitat de Ung et remonte au XVe siècle.

## Principaux membres
- Miklós Hagymássy (fl. 1505), ban de Szörény et vice-voïvode de Transylvanie.
- János Hagymássy , gouverneur de la forteresse (várnagy) de Buda, fils du précédent.
- Kristóf Hagymássy (hu) († 1577), généralissime de Transylvanie (1566), conseiller du prince de Transylvanie, főispán de Közép-Szolnok, capitaine de Huszt (1557-1564). Frère du précédent.
- Kata Hagymássy (hu) († 1604), épouse d'Étienne II Bocskai, prince de Transylvanie.
- Kelemen Hagymássy (fl. 1566), homme de la reine Isabelle. Le parlement de Marosvásárhely l'envoie en 1556 à Lugos pour demander à Péter Petrovics (en) de revenir en Transylvanie.
- János Hagymássy (fl. 1632), familier de Nádasdy Pál et de György Thurzó. Il est remarqué pour sa bravoure dans la guerre contre les Turcs et meurt "héroïquement" à Kanizsa. Propriétaire de vastes domaines, notamment à Huszt, Dévá, Kővár, Lugos et Karansebes.

## Sources
- Iván Nagy: Magyarország családai: Czimerekkel és nemzékrendi táblákkal, Pest, 1862
- A Pallas nagy lexikona